# 聖公会大学校
聖公会大学校（ソンゴンフェだいがっこう、朝鮮語: 성공회대학교、英語: Sungkonghoe University）は、大韓民国の私立大学。聖公会によって設立され、大韓聖公会が運営している。
キリスト教精神による「開かれた心」「分かち合い」「奉仕」を教育理念にしていて、開かれた心を持った主体的な人間の育成、分かち合いを実践する共同体的な人間の育成、率先して奉仕する人間の育成を基本的な教育目標とする。

## 概要
1914年に聖ミカエル神学院として設立され、1982年天神神学校に改編、1994年に聖公会大学校と改称された。総長は神学者である聖公会の神父ヤン・グォンソク（エレミヤ）である。
1995年に世界聖公会大学協議会に加入し、1999年には尚志大学校、韓神大学校と共に民主大学コンソーシアムを形成した。

## 沿革
- 1914年4月 - 江華で聖ミカエル神学院として開校[4]。
- 1921年5月 - 江華から仁川へ移転。
- 1952年4月 - 仁川から清州へ移転。
- 1961年9月 - 富川へ移転。
- 1982年3月 - 天神神学校に改編（4年制大学学部課程）。
- 1992年2月 - 聖公会神学大学として認可される。
- 1994年9月 - 聖公会大学校へ改称。
- 2000年4月 - 民主化運動資料館開館。

## 開設学科

### 大学校
人文科学系
- 神学科
- 英語学科
- 日本語日本学科
- 中国語中国学科

社会科学系
- 社会福祉学科
- 社会科学部
- 新聞放送学科
- 経営学部

自然科学系
- デジタルコンテンツ学科

工学系
- マルチメディアシステム工学科
- ソフトウェア工学科
- 情報通信工学科
- グローカルIT学科

### 大学院
一般大学院
- 社会福祉学科
- 社会学科
- 協同組合経営学科
- アジア文化研究専攻
- アジア非政府組織専攻 (MAINS)

神学専門大学院
- 神学修士課程、神学博士課程
- 教会音楽修士課程

市民社会福祉大学院
- 社会福祉学科

教育大学院
- 社会教育専攻
- 特殊教育専攻

NGO大学院
- NGO学科（非政府組織学専攻）
- 実践女性学専攻
- 政治経済学専攻
- 政治政策学専攻

文化大学院
- 文化企画専攻
- メディア・文化研究専攻

## グローバル・ウィンドウ教育過程
国際経済協力や文化交流にかかわる人材育成のための教育課程で、専門分野の学習と外国語の習得を目的とする。選抜により受講資格が与えられ、受講料の半分が奨学金として支給される。インドや中国など現地で1年間学ぶ課程があり、提携教育機関での数か月の学習の後、提携企業での実務教育を受ける。